# Eric Cárdenas
Eric Omar Cárdenas Miranda (Panama, 29 novembre 1973) è un ex cestista panamense.

## Carriera
Con Panama ha disputato i Campionati mondiali del 2006.